# Batalla de Nanshan
La batalla de Nanshan (南山の戦い, Nanzan no tatakai) fue una de las muchas batallas terrestres de la guerra ruso-japonesa. Tuvo lugar del 24 al 26 de mayo de 1904 a través de una línea de defensa de dos millas de ancho en la parte más estrecha de la península de Liáodōng, cubriendo los accesos a Port Arthur y en la colina de Nanshan de 116 metros de altura, el actual distrito de Jinzhou, al norte del centro de la ciudad de Dalian, Liaoning, China.

## Antecedentes
Después de la victoria japonesa en el río Yalu, el 2.º Ejército japonés comandado por el general Yasukata Oku desembarcó en la península de Liaotung, a sólo 60 millas de Port Arthur. El 2.º Ejército tenía 38.500 efectivos y constaba de tres divisiones: la 1.ª División (Tokio), la 3.ª División (Nagoya) y la 4.ª División (Osaka). El aterrizaje se completó el 5 de mayo de 1904.
La intención japonesa era romper esta posición defensiva rusa, capturar el puerto de Dalny y sitiar a Port Arthur.
El virrey ruso Yevgeni Alekseyev había sido llamado a Moscú para consultar con el zar Nicolás II. Había dejado al mayor general barón Anatoly Stoessel al mando de las fuerzas terrestres rusas en la península de Kwantung, y al almirante Wilgelm Vitgeft al mando de la flota rusa en Port Arthur. Como no se habían dejado órdenes directas, el almirante indeciso e incompetente Vitgeft permitió que el desembarco japonés continuara sin oposición.
El general Stoessel tenía aproximadamente 17.000 hombres y los 4.º, 5.º, 13.º, 14.º y 15.º fusiles siberianos orientales, de los cuales alrededor de 3.000 hombres del 5.º de fusileros siberianos orientales bajo el coronel Nikolai Tretyakov fueron excavados en posiciones fortificadas en la colina de Nanshan, donde planeaban mantener fuera a pesar de saber que serían muy superados en número. Las divisiones de reserva estaban bajo el mando del teniente general Alexander Fok, un exoficial de policía que se había elevado a su cargo mediante el patrocinio político en lugar de la experiencia o la habilidad. Las fuerzas rusas tenían 114 piezas de artillería de campo, ametralladoras y habían excavado una red de trincheras y alambre de espino. Los japoneses eran muy conscientes de las fortificaciones, ya que el coronel Doi de inteligencia japonesa fue uno de los miles de "trabajadores chinos" reclutados por los rusos para trabajar en el proyecto en 1903.

## La batalla
El 24 de mayo de 1904, durante una fuerte tormenta eléctrica, la 4.ª División japonesa bajo el mando del teniente general Ogawa Mataji atacó la ciudad amurallada de Chinchou (actual distrito de Jinzhou 金州), justo al norte de la colina de Nanshan. A pesar de ser defendido por no más de 400 hombres con artillería anticuada, la 4.ª División fracasó en dos intentos de romper sus puertas. Dos batallones de la 1.ª División atacaron independientemente a las 05:30 el 25 de mayo de 1904, finalmente rompieron las defensas y tomaron la ciudad.

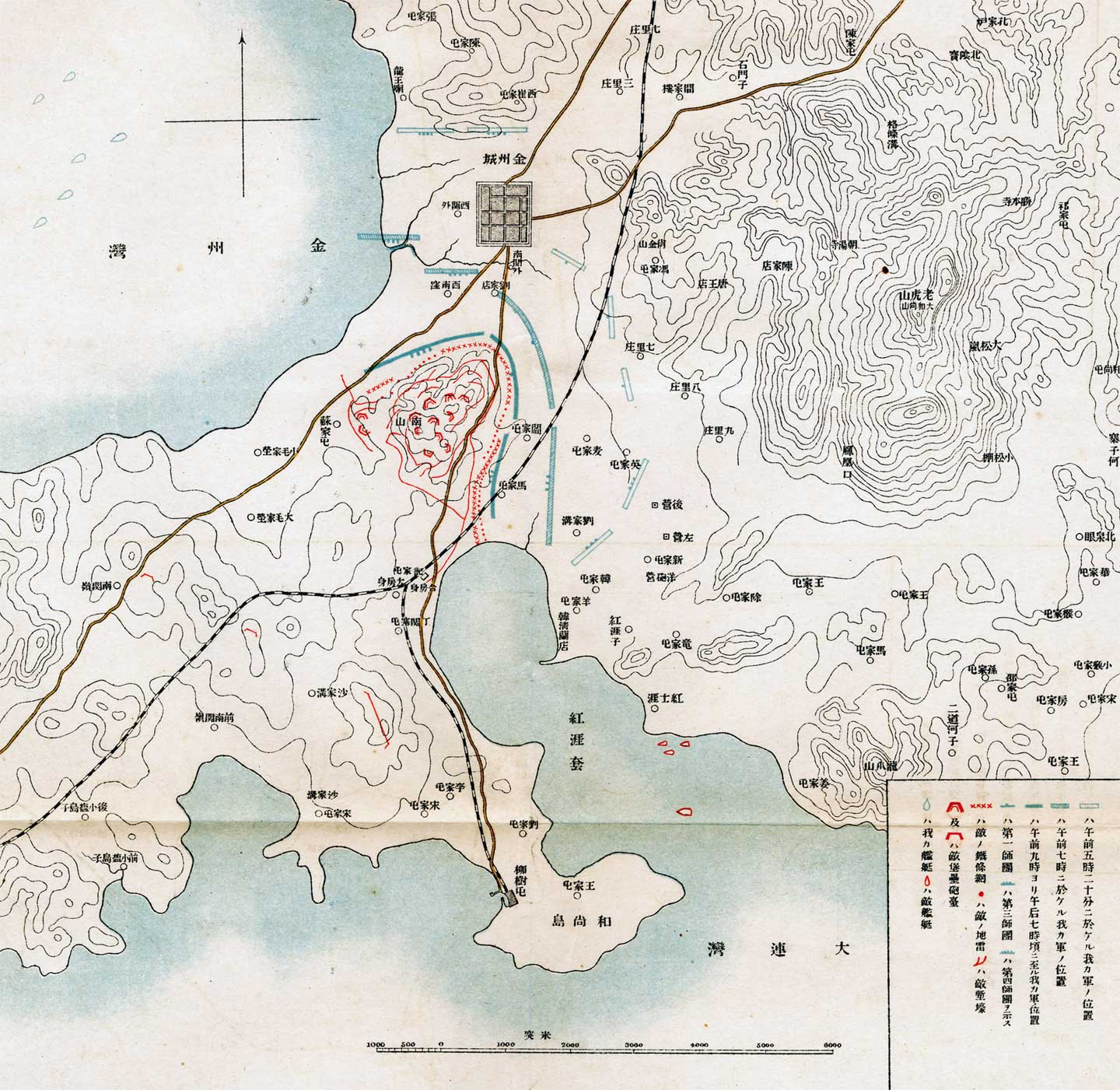
Mapa japonés de la batalla de Nanshan.

Con su flanco así asegurado, el general Oku podría comenzar el asalto principal contra las fuerzas rusas atrincheradas en la colina de Nanshan. El asalto fue pospuesto un día debido al clima. El 26 de mayo de 1904, Oku comenzó con un bombardeo prolongado de artillería de los botes japoneses en alta mar, seguido de asaltos de infantería por sus tres divisiones. Los rusos, con minas, ametralladoras Maxim y obstáculos de alambre de púas, infligieron grandes pérdidas a los japoneses durante repetidos asaltos. A las 18:00, después de nueve intentos, los japoneses no habían logrado superar las posiciones rusas firmemente arraigadas. Oku había comprometido todas sus reservas, y ambas partes habían agotado la mayor parte de sus municiones de artillería.
Al no contestar sus pedidos de refuerzo, el coronel Tretyakov se sorprendió al descubrir que los regimientos de reserva no comprometidos estaban en retirada total y que sus reservas de municiones restantes habían sido explotadas por orden del general Fok. Fok, paranoico de un posible desembarco japonés entre su posición y la seguridad de Port Arthur, fue aterrorizado por un ataque flanqueante de la 4.ª División japonesa diezmada a lo largo de la costa oeste. En su apuro por huir de la batalla, Fok había descuidado decirle a Tretyakov la orden de retirarse, y Tretyakov se encontró en la precaria posición de ser rodeado, sin municiones y sin fuerza de reserva disponible para un contraataque. Tretyakov no tuvo más remedio que ordenar a sus tropas que retrocedieran a la segunda línea defensiva. A las 19:20, la bandera japonesa ondeó desde la cima de la colina Nanshan. Tretyakov, que había luchado bien y que había perdido solo 400 hombres durante la batalla, perdió 650 hombres más en su retirada sin apoyo de regreso a las líneas defensivas principales alrededor de Port Arthur.

## Resultado

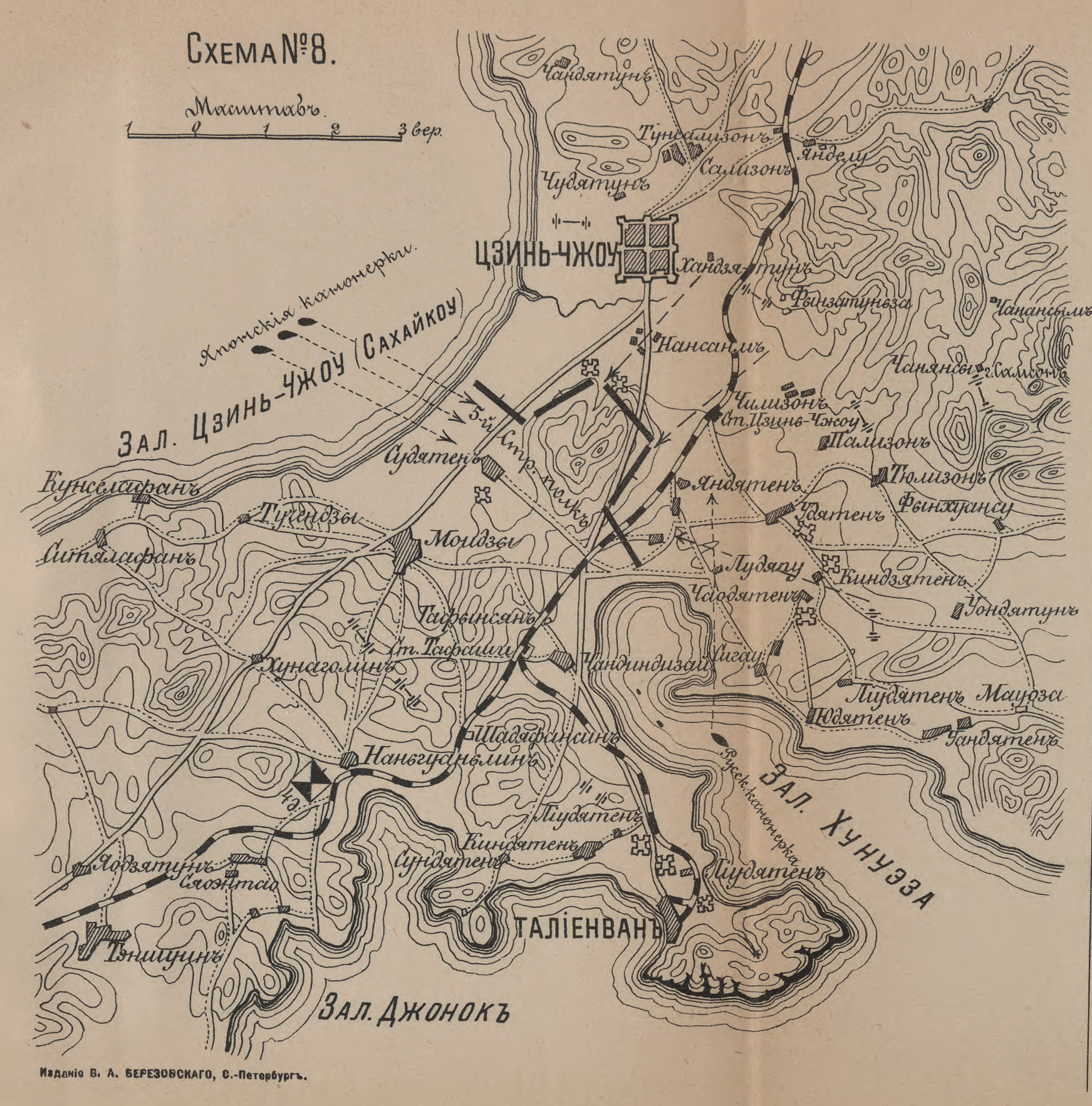
Mapa ruso de la batalla de Nanshan.

Los rusos perdieron un total de aproximadamente 1.400 hombres, entre muertos, heridos y desaparecidos durante la batalla. Aunque los japoneses no ganaron a la ligera, con al menos 6,198 bajas, pudieron reclamar la victoria. Entre los 739 muertos estaba el hijo mayor del general Nogi Maresuke. Los japoneses habían disparado 34,000 proyectiles de artillería durante la batalla, más de lo que se había gastado durante toda la primera guerra sino-japonesa. Los japoneses también habían disparado 2.19 millones de rifles de fusil y ametralladora en un día de combate, más que el número (c.2 millones) disparado por los prusianos durante toda la guerra austro-prusiana.
Debido a la falta de municiones, los japoneses no pudieron moverse de Nanshan hasta el 30 de mayo de 1904. Para su sorpresa, descubrieron que los rusos no habían hecho ningún esfuerzo por mantener el puerto de Dalny, estratégicamente valioso y fácilmente defendible, sino que se habían retirado todo el camino de regreso a Port Arthur. Aunque la ciudad había sido saqueada por los civiles locales, el equipo del puerto, los almacenes y los patios ferroviarios quedaron intactos.
Después de que Japón ocupó a Dalny, el general Oku erigió una torre conmemorativa en la cima de la colina de Nanshan con un poema. La torre fue demolida después de la guerra del Pacífico, y solo quedan los cimientos. Una porción de una tableta de piedra con el poema ahora se muestra en la prisión de Lushun, Dalian.